# Библиотека „Јован Дучић“ (Барајево)
Библиотека „Јован Дучић" (Барајево) налази се у саставу Библиотеке града Београда и централна је библиотека у општини Барајево. У саставу ове библиотеке, у Вранићу, ради огранак библиотеке „Бранко Ћопић”(Вранић).

## Историјат
У Краљевини Југославији главни иницијатори за организовање првих сеоских читаоница и књижница били су учитељи. Напредни омладинци су били део ове културне екипе која је радила са великим тешкоћама, повремено и са прекидима и са врло оскудним средствима. Режим је сузбијао је и онемогућавао њихов рад. После ослобођења, у циљу описмењавања становништва, у Културним центрима организовани су семинари и курсеви. У Барајеву је 1. јануара 1963. године формиран Културни центар Барајево, спајањем народне библиотеке, Народног универзитета и Дома културе, са задатком да шири културно-просветну делатност. Централна (матична) библиотека је организовна у седишту општине Барајево а у селима се отварају читаонице (књижнице) које су организационо биле везане за матичну библиотеку.
Скупштина општине Барајево, 25. фебруара 1977. године, даје сагласност на одлуку о подели Културног центра Барајево на две нове радне организације, Народни универзитет „Барајево” у Барајеву и Народна библиотека „Београдски батаљон” у Барајеву, ул Маршала Тита бр. 87. Огранак библиотеке у Вранићу званично је припојен овој библиотеци још 1973. године.
Референдумом из 1989 године, када је и прихваћен предлог о удруживању у Библиотеку града Београда, Народна библиотека „Београдски батаљон” Барајево улази у састав Библиотеке града Београда. Овим удруживањем остварује се боља радна и пословна повезаност, јединствено планирање рада, изградња јединственог библиотечког-информационог система и побољшање материјалног положаја библиотеке и радника.

## Огранци
- Библиотека „Бранко Ћопић” (Вранић)

## Програмске активности
Програмским активностима као што су књижевне вечери, предавања, изложбе, радионице, библиотека обогаћује рад са читаоцима. Организују се и такмичења рецитатора, „Мајска песничка сусретања”, „Васкршње чаролије”.